# برايتبارت
برايتبارت كما يُعرف باسم شبكة برايتبارت الإخباريَّة أو برايتبارت.كوم هو موقع ويب أمريكيّ ينشر محتوى سياسيّ يمينيّ مُتطرِّف من مصادر عدَّة ومن ضمنها مقالات أخبار ورأي وتحليل. تأسَّس الموقع في منتصف عام 2007 على يد المُعلِّق السياسيّ الأمريكيّ ذو التوجهات المُحافِظة أندرو برايتبارت الذي أراد خلق «نسخة يمينيَّة من موقع هافنغتون بوست». يُنظر إلى صحفيي الموقع بأنَّهم مدفوعين أيديولوجيًا على نطاقٍ واسع. إذ اعتبر الليبراليون والكثير من المُحافظين التقليديين أنَّ محتواه يُشجِّع على العنصرية، وازدراء المرأة، وكراهية الأجانب. كما نشرَ الموقع عددًا من نظريات المؤامرة، والأخبار التي تعمَّدت تضليل القُرَّاء.
أصبح برايتبارت من الداعمين والمُروِّجين لحركة اليمين البديل بعد استلام ستيف بانون لإدارته حيث أعلنه بانون «منصَّة اليمين البديل» في عام 2016. غدا برايتبارت بؤرةً افتراضيَّة لاجتماع مؤيِّدي دونالد ترامب خلال حملته الرئاسيَّة في عام 2016. عمِلت إدارة برايتبارت بالتعاون مع الموظَّف السابق فيها مايلو ينابولوس على استقاء كثير من أفكار الأخبار المنشورة على الموقع من مجموعات وأفراد ينتمون للنازيين الجدد والمؤمنين بسيادة البيض، فضلًا عن قيامهم بالترويج لكثير من أفكار تلك المجموعات المُتطَّرفة. بادرت أكثر من ألفيّ منظَّمة إلى منع الموقع من شراء الإعلانات بعد الانتخابات، وجاء ذلك على خلفية الحملات التي قام بها ناشطون على الإنترنت من أجل استنكار مواقف الموقع الجدليَّة.
تقع مقرَّات برايتبارت في مدينة لوس أنجلوس، وتوجد له مكاتب في تكساس، ولندن، والقدس. أمَّا بالنسبة لمالكيّ الموقع فهم كل من لاري سولوف الذي شارك في تأسيسه، وسوزي برايتبارت وهي أرملة المؤسِّس الرئيسيّ أندرو برايتبارت، وعائلة ميرسر. يتولى لاري سولوف منصب الرئيس التنفيذيّ للموقع، في حين يشغل أليكس مارلو منصب رئيس التحرير، ويشغل وينتون هول منصب مدير التحرير، في حين يعمل جول بولاك، وبيتر شويزر كمُحرِّرين عاميّن فيه.

## التاريخ

### الإنشاء والسنوات الأولى: (2005-2012)

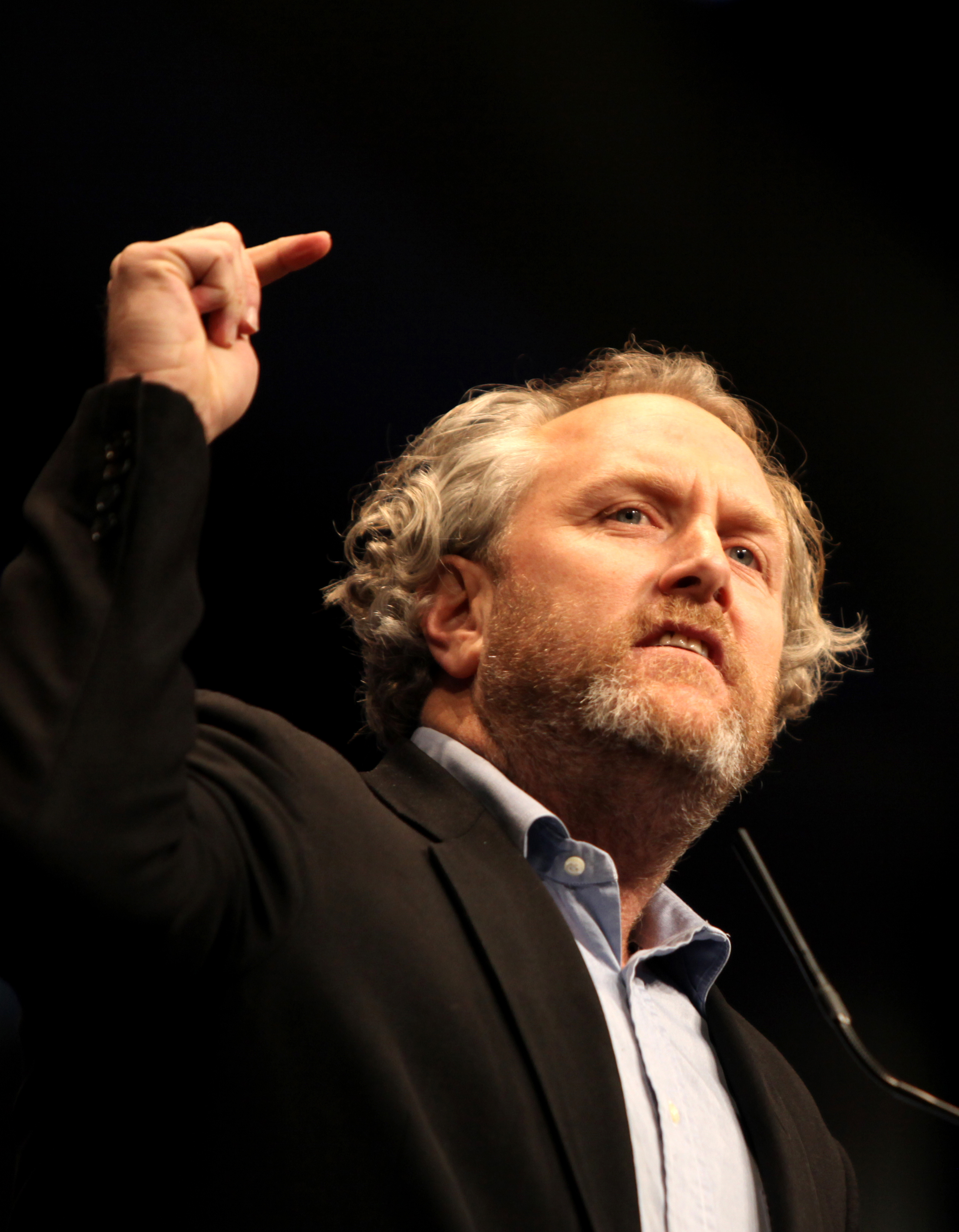
أندرو برايتبارت في عام 2012.

أطلقَ أندرو برايتبارت الموقع الذي كان حينها على شكل بوَّابة إخباريَّة في عام 2005. كان الموقع ينشر جملة مختارة من المقالات من أسوشيتد برس، ورويترز، وفوكس نيوز، ونيويورك بوست، وتي إم زي، وغيرها من المصادر الأخرى. كانت روابط المقالات التي تُؤدّي إلى موقع درادج ربورت من أهم الأسباب وراء النمو الذي حقَّقه الموقع في بادئ الأمر. أعلن الموقع عن إطلاقه لمدونة مرئيَّة في عام 2007.
قال المؤسِّس المشارك لاري سولوف بأنَّه اتفق مع برايتبارت على جعل الموقع «مؤيدًا للحرّية ولإسرائيل دون تأسُّف» خلال زيارة قام بها الرجلان إلى إسرائيل في عام 2007. أخبر أندرو برايتبارت وكالة الأسوشيتد برس في أغسطس عام 2010 بأنَّه كان مُصمِّمًا على «تدمير الحرس الإعلاميّ القديم» على حد قوله. ولذلك فكان تأسيسه لموقع برايتبارت الذي أراد جعله «النسخة اليمينيَّة من موقع هافنغتون بوست» وفقًا لما ذكره الرئيس التنفيذيّ السابق للموقع ستيف بانون. قام الموقع خلال هذه الفترة بإعادة نشر أخبار حصريَّة حول الفضيحة الجنسيَّة التي مُني بها عضو الكونغرس أنتوني وينر، واستقالة مديرة وكالة التنمية الريفيَّة شيرلي شيرود، والفيديوهات المُسجَّلة سرًا التي ورَّطت اتحاد المنظَّمات المجتمعيَّة للإصلاح الفوريّ في الجدال الذي نشب عام 2009. أُعِيد تصميم الموقع عقب وفاة مؤسِّسه الرئيسيّ أندرو برايتبارت في عام 2012 حيث جُمِعت جميع المواقع الكبرى تحت مظلَّة برايتبارت.كوم.
وهبَ الملياردير والناشط المُحافظ روبرت ميرسر الموقع مبلغًا لا تقل قيمته عن أحد عشر مليون دولار في عام 2011.

### أعقاب وفاة أندرو برايتبارت (2012-2016)

#### تسلّم بانون لإدارة الموقع
توفي أندرو برايتبارت في شهر مارس من عام 2012. استضاف الموقع بعدها عددًا من الحفلات التأبينيَّة تخليدًا لذكراه، وأعربَ المحرِّرون عن اعتزامهم المُضي قدمًا بالرسالة التي حملها برايتبارت. أصبح عضو مجلس الإدارة السابق ستيف بانون رئيسًا تنفيذيًا للموقع بعد وفاة برايتبارت، في حين أصبح لورنس سولوف مديرًا تنفيذيًا. كما عيَّنت الشركة كلًا من جول بولاك مُحرِّرًا عامًّا، وأليكس مارلو مديرًا للتحرير. كشفت مقالة نشرها موقع بازفيد نيوز في أكتوبر عام 2012 عن وجود خلافات داخليَّة كانت قد عصفت بالإدارة خلال السنة الأولى التي أعقبت وفاة أندرو برايتبارت حيث دخل العاملين في نزاعات أملًا بالضفور بالإرث الذي تركه مؤسِّس الموقع الرئيسيّ.
عمِلَ أندرو برايتبارت على إعادة تصميم الموقع قبيل وفاته. إذ أراد تحويله من بوَّابة إخباريَّة إلى موقع يغلب عليه طابع العناوين اللافتة والموجزة. أعيد إطلاق الموقع بحلَّته الجديدة بعيد وفاته في مارس عام 2012.
أعلن ستيف بانون في فبراير عام 2014 عن تعيين اثني عشر موظَّف جديد وافتتاح مكتبين في تكساس ولندن. كان هذان المكتبان جزءًا من خطَّة توسعيَّة شملت إضافة مواقع إقليميَّة جديدة كل تسعين يوم حيث شملت افتتاح مكاتب جديدة في كل من ولايتيّ فلوريدا، وكاليفورنيا، ومدينتيّ القاهرة والقدس. أظهرت دراسة أجراها مركز بيو للأبحاث في عام 2014 أنَّ نحو 3% من الأشخاص الذين شملهم الاستطلاع استقوا أخبارهم من برايتبارت في الأسبوع العاديّ، وأنَّ نسبة 79% من زوَّار الموقع صنَّفوا قيمه السياسيَّة ضمن وسط اليمين على الطيف السياسيّ.
دعم الموقع خلال السنوات التي أداره فيها بانون حركة اليمين البديل في الولايات المتَّحدة، والشعبوية اليمينيَّة في أوروبا، وحركة الدفاع عن الهويَّة القوميَّة البيضاء المنتميَّة لليمين المتطرِّف. أعلن بانون عن جعل برايتبارت «منصّةً لليمين البديل» في عام 2016. بيدَّ أنَّه أنكر جميع الاتِّهامات الموجَّهة للموقع بالعنصرية، وعبَّر عن رفضه لـ«النزعات القوميَّة الإثنيَّة» المُستشريَّة في حركة اليمين البديل. قال أحد زملاء ستيف بانون في العمل أنَّ الأخير لم يكن يقصد باستعماله لعبارة «النزعات القوميَّة الإثنيَّة» ما يدعو إليه النازيّ الجديد ريتشارد سبنسر، بل كان يشير إلى «المُتصيدين الموجودين على موقعيّ ريديت و4تشان». ينكر أصحاب برايتبارت دعم الموقع للآراء العنصرية وتلك المؤمنة بسيادة البيض أو وجود أي صلة تربط الموقع بحركة اليمين البديل.

#### دعم حملة دونالد ترامب الرئاسية في عام 2016

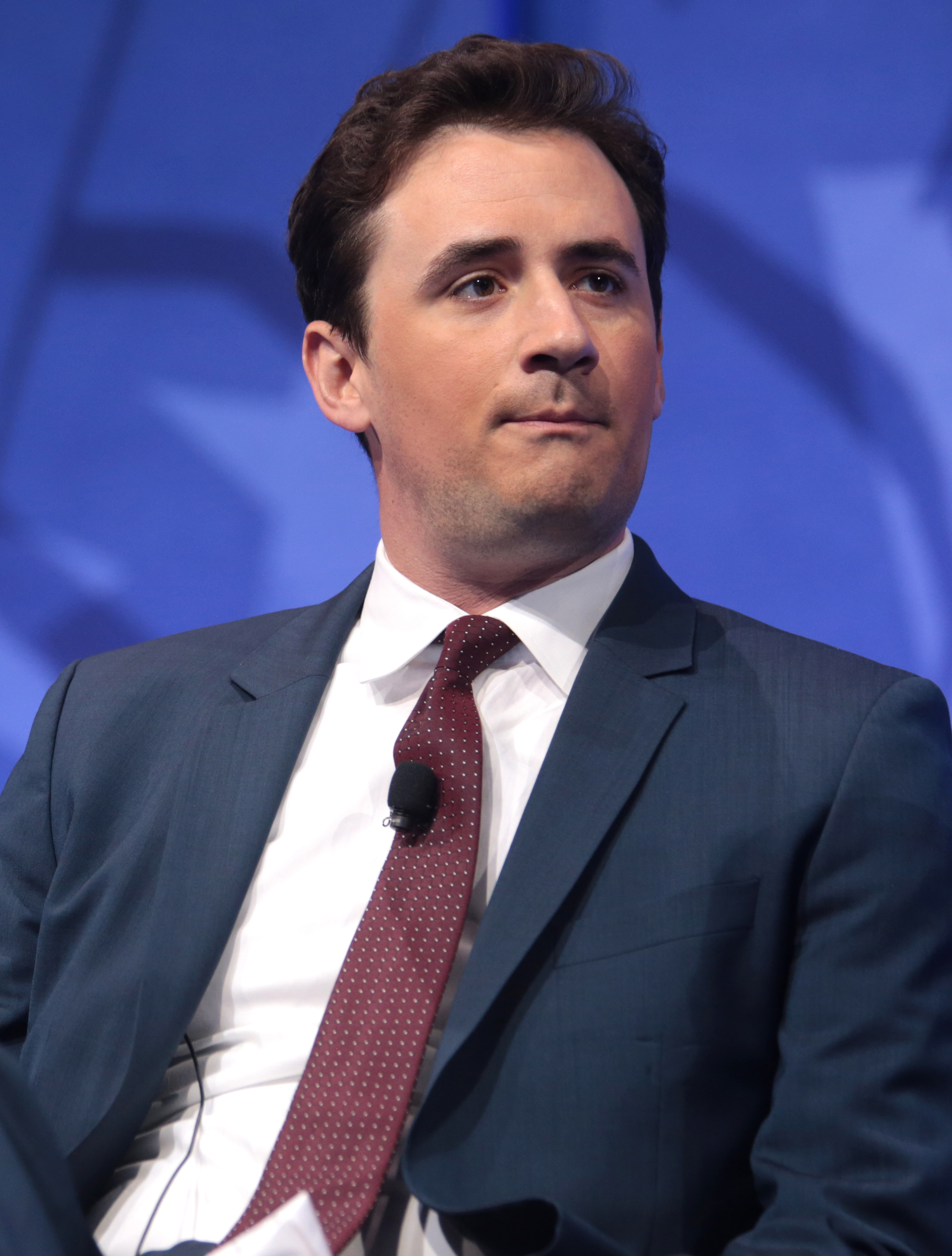
رئيس التحرير أليكس مارلو.

دعم موقع برايتبارت دونالد ترامب وسانده بقوَّة خلال الانتخابات الرئاسيَّة الأمريكيَّة في عام 2016. نقل موقع بوليتيكو تقريرًا في يوليو عام 2015 أشار فيه إلى أنَّ علاقات المُرشَّح الرئاسيّ الجمهوريّ تيد كروز بمنصّة بريابتارت كانت الأوطد من نوعها على مستوى المتنافسين في الانتخابات التمهيديَّة الجمهوريَّة للحصول على ترشيح الحزب في الانتخابات الرئاسيَّة. ذكرت مقالة في تقرير نشره موقع بازفيد في أغسطس عام 2015 عن عاملين في الموقع قرَّروا عدم الكشف عن اسمهم بأنَّ دونالد ترامب قام بالدفع للحصول على تغطية إعلاميَّة إيجابيَّة على الموقع. هذا وقد أنكرت إدارة الموقع هذه الادِّعاءات جملةً وتفصيلًا. وصف لويد غروف من صحيفة ديلي بيست الموقع بـ«المُحابي لترامب» في مارس عام 2016. وكتب غروف بأنَّ الموقع يعمل بصورة مُنتظمة على الانهيال بالانتقادات على كل من الطبقة الحاكمة في الحزب الجمهوريّ، والطبقة الإعلاميَّة النخبويَّة، وطبقة المستشارين السياسيين في واشنطن، وقناة فوكس نيوز.
رفعت الصحفية العاملة في الموقع ميشيل فيلدز شكوى بالاعتداء الجسديّ على مدير حملة دونالد ترامب الانتخابيَّة كوري ليواندوسكي بتاريخ 11 مارس عام 2016. أدَّعت فيلدز أنَّ لوينداوسكسي أمسكها بقوَّة وأصابها بكدمات أثناء محاولتها طرح سؤال في أحد الفعاليات. قدَّمت كل من فيلدز والمُحرِّر العام بين شبيرو استقالتهما بعدما ادَّعيا أنَّ استجابة إدارة الموقع للحادثة لم تكن داعمة لفيلدز بالقدر المناسب. اتَّهمت مقالة نشرها الموقع في 14 مارس عام 2016 شابيرو بخيانة قراءه، ولكن سرعان ما سُحِبت المقالة من الموقع فيما بعد. أعتذر المُحرِّر العام جول بولاك عن كتابة هذه المقالة، وقال أنَّها لم تكن سوى محاولة منه لـ«الاستخفاف بحدث هام في تاريخ الشركة» على حد تعبيره. كذلك استقال المُتحدِّث باسم الموقع كيرت بارديلا عقب الحادثة مُعترضًا على الطريقة التي تعاملت فيها الشركة مع القضية وتغطيتها المتحيِّزة والتفضيليَّة لترامب. استقال عدَّة مدراء تنفيذيون وصحفيون من الموقع بحلول 14 مارس حتَّى قالت صحيفة نيويورك تايمز بأنَّ «ما صعقهم هو اعتناق الموقع للسيد ترامب دون خجل ولا سيما على حساب أحد صحفييها على ما يبدو، وهو ما اعتبروه بمثابة خيانة لرسالة الموقع». كما اتَّهم موظَّفون سابقون بانون بـ«تحويل موقع أُنشِئ على أسسٍ مناهضة للسلطوية إلى وسيلة دعاية مُروِّجة للسيد ترامب بحكم الواقع».

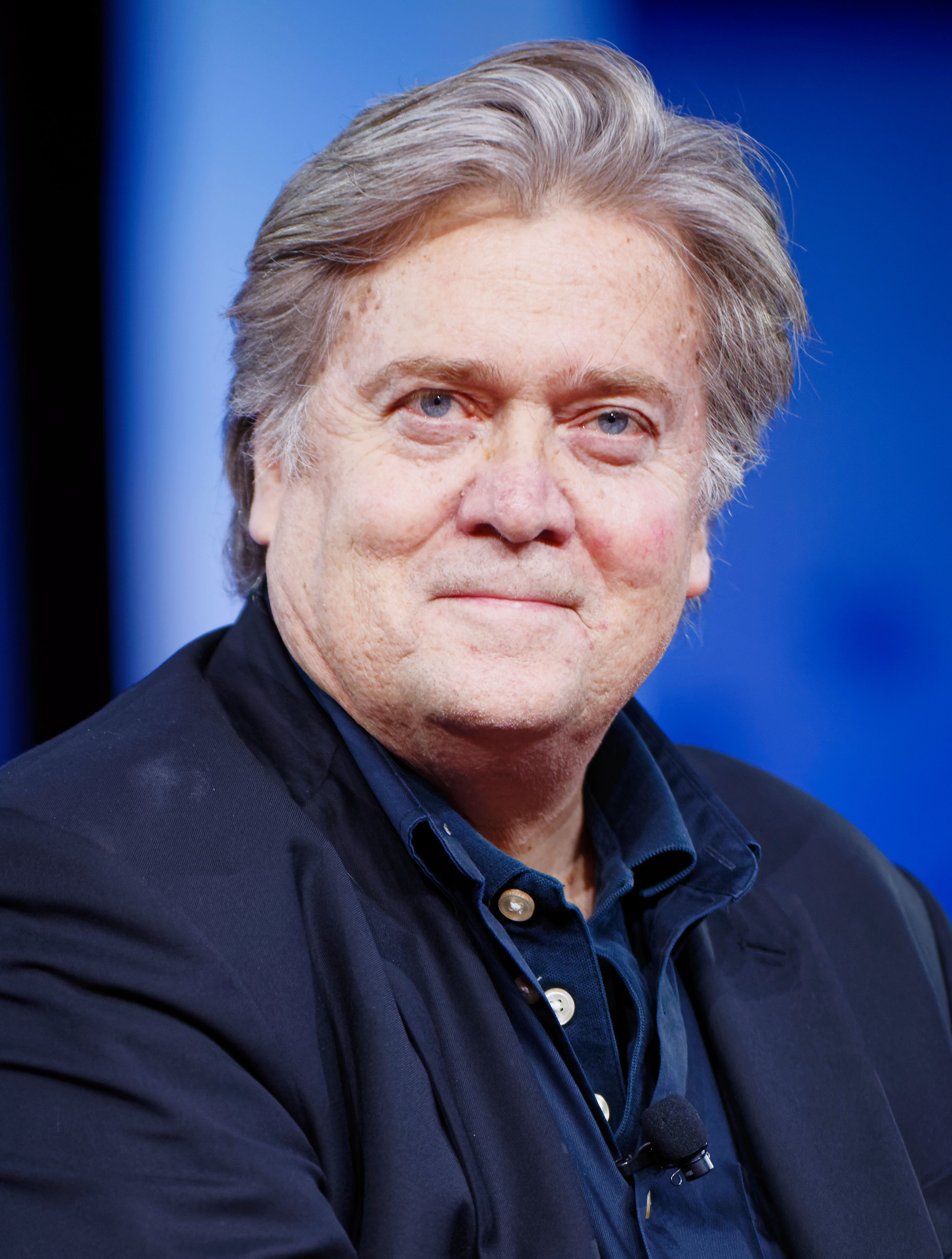
ستيف بانون في مؤتمر العمل السياسيّ المُحافظ في عام 2017.

استقال بانون من منصبه بصفته رئيسًا تنفيذيًا للموقع في 17 أغسطس ليلتحق بعدها بحملة ترامب التي استلم فيها منصب الرئيس التنفيذيّ الجديد. انتقدت منافسة ترامب المُنتمية للحزب الديمقراطيّ هيلاري كلينتون إقدام ترامب على تعيين بانون في هذا المنصب خلال تجمُّع انتخابيّ لأنصارها في مدينة رينو بولاية نيفادا في يوم 25 أغسطس. وقالت بأنَّ الموقع «يعتنق أفكارًا هامشيَّة متطرِّفة من اليمين المُحافظ»، واستشهدت بأمثلة عن العناوين التي يستعملها الموقع في مقالاته حيث قامت كلينتون بقراءة مجموعة منها أمام جمهورها. كذلك أشارت إلى ستيف بانون الذي يُمثِّل تعيين ترامب له في هذا المنصب «إنجازًا بارزًا لليمين البديل» على حد وصفها. أعلنت المُحرِّرة جوليا هان عن استقالتها من الموقع في يناير عام 2017 حتَّى تنتقل للعمل في البيت الأبيض بصفة مُساعِدة خاصَّة للرئيس ترامب.

### أعقاب انتخاب ترامب رئيسًا (2016-الآن)
أعلن موقع برايتبارت عن اعتزامه مقاطعة شركة كلوغز للأغذية في 30 نوفمبر عام 2016، وذلك بعد قرار الشركة إيقاف شراء الإعلانات على الموقع لأنهم اعتبروا أنَّ برايتبارت لا تتوافق مع قيمهم. أعلنت برايتبارت بعد ذلك عن استعدادها للدخول في «حرب» مع كلوغز بشأن قرارها القاضي بإزالة إعلانات منتجاتها من الموقع.
أعلن مايلو ينابولوس (الذي عمل مُحرِّرًا في الموقع منذ عام 2014) عن استقالته من الموقع في 21 فبراير عام 2017 بعد انتشار فيديو يقول فيه تصريحات جدليَّة حول الولع الجنسيّ بالمراهقين.
اشتكى عدد من المقربين لصهر ترامب ومستشاره رفيع المستوى جاريد كوشنر إلى الرئيس في أبريل عام 2017 حول قيام الموقع بنشر عدَّة مقالات غير إيجابيَّة عن كوشنر. وهكذا ما لبثت إدارة الموقع أن استجابت لهذه الشكاوى وأصدرت توجيهات تمنع موظَّفيها من كتابة مقالات سلبيَّة حول كوشنر.
أصبح بانون مستشارًا استراتيجيًا للرئيس دونالد ترامب، واستمر في منصبه هذا لمدَّة سبعة أشهر حتَّى أُقِيلَ من على رأس عمله في 17 أغسطس عام 2017. عاد بانون في نفس اليوم إلى عمله القديم بصفته رئيسًا تنفيذيًّا لموقع برايتبارت. أعلن الموقع استقالة بانون من إدارة الموقع في شهر يناير من عام 2018.
حظرت ويكيبيديا الإنجليزيَّة الاستشهاد ببرايتبارت في المعلومات التي تتطلب ذكرًا للحقائق في سبتمبر عام 2018 بسبب مصداقية الموقع الضعيفة، ولكن اُتفِقَ على تمكين المُحرِّرين من استعماله عند الاستشهاد بآراء أو تحليلات سياسيَّة.

#### تراجع أعداد المعلنين والزوار
شهِدت مُعدَّلات زيارة الموقع تراجعًا ملحوظًا خلال الفترة المُمتدة بدءًا من الانتخابات الرئاسيَّة في نوفمبر عام 2016 حتَّى يونيو عام 2017. إذ لم يُضاهي هذا التراجع الذي مُنِي به برايتبارت أي موقع إخباريّ آخر في نفس تلك الفترة. كما خسر الموقع نحو 90% من المُعلنين عليه خلال الفترة من أبريل حتَّى يونيو في عام 2017. كان انسحاب المعلنين من على الموقع نتيجة لحملات المُقاطعة الهادفة إلى حث الشركات على التوقف عن نشر إعلانات لمنتجاتها أو خدماتها على الموقع. كانت مجموعة «العمالقة النائمين» النشطة على الإنترنت مسؤولة عن الجزء الأكبر من حملات المقاطعة هذه. قالت المجموعة بأنَّها استطاعت بحلول يوم الخامس من يونيو أخذ تعهدات من 2,200 منظَّمة وشركة بعدم الإعلان على موقع برايتبارت وأمثاله أبدًا بسبب مواقفهم وآرائهم الجدليَّة. سرعان ما حاول الموقع احتواء الخسائر الماليَّة الفادِحة التي أصابته على أثر ذلك فبدأ بإزالة وشطب جميع المقالات البارزة ذات المحتوى الجدليّ والعنصريّ الصريح، وقرَّر طرد الكاتبة كاتي مكهيو بعد قيام الأخيرة بنشر تغريدات مناهضة للمسلمين عقب هجمات لندن في يونيو عام 2017.
خسر الموقع ما تُناهز نسبته 75% من مجموع قراءه الأصليين بحلول عام 2019 حيث تراجع مجموع عدد زوَّار الموقع من 17.3 مليون زائر في مطلع عام 2017 ليصبح 4.6 مليون زائر في شهر مايو من عام 2019.

## طبيعة المحتوى والتغطية

### الدقة والتحيز الأيديولوجي
يُعدّ برايتبارت من مواقع الويب السياسيَّة الأمريكيَّة ذات التوجه اليمينيّ المُتطرِّف. بيدَّ أنَّ بعض المصادر الأخرى اتجهت إلى تصنيف الموقع تحت مظلَّة المواقع السياسيَّة الإخباريَّة المُحافِظة أو ذهبت إلى اعتباره جزءًا من حركة اليمين البديل. هذا وتتداخل مواقف هيئة تحرير الموقع المُحافِظة بلا هوادة مع مواقف أحزاب اليمين المتطرِّف في أوروبا. لم يُحجم الموقع عن تأييد حملة دونالد ترامب الرئاسيَّة في عام 2016. وصف العالِم السياسيّ ماثيو غودوين في هذا السياق توجُّه الموقع بـ«شديد المُحافَظة».

لخَّص المحرِّر العام الأول لبرايتبارت جول بولاك رسالة الموقع في أغسطس عام 2017 على النحو الآتي:
نشر الموقع على مرِّ تاريخه الكثير من الأخبار المغلوطة، ونظريات المؤامرة، فضلًا عن الأخبار المنشورة بقصد التضليل المُتعمَّد للقرَّاء، ومثال على ذلك الاِدعاءات الزائفة التي زعُمت بأنَّ هيلاري كلينتون وبارك أوباما قاما بدعم تنظيم الدولة الإسلاميَّة (داعش). بادر الموقع إلى نشر هكذا مقالات تضليليَّة كجزء من استراتيجيته الراميَّة إلى التلاعب بالرواية الإعلاميَّة للأحداث من خلال تعمُّده فبركة المعلومات الكاذبة. فُصِلت شيرلي شيرود من منصبها كمديرة عن فرع ولاية جورجيا لوكالة التنميَّة الريفيَّة التابعة لوزارة الزراعة الأمريكيَّة في يوليو عام 2010. لعبت التغطية الإعلاميَّة التي أولاها موقع برايتبارت لمقتطفات مصوَّرة تظهر فيها شيرود وهي تُلقي كلمة في إحدى فعاليات الجمعية الوطنيَّة للنهوض بالملوَّنين في مارس عام 2010 الدور الأهم الذي أدَّى إلى إقالة شيرود من منصبها. اعتذر مسؤولون في كل من الجمعية الوطنيَّة للنهوض بالملوَّنين والبيت الأبيض عن تصريحاتهم التي أدانوا فيها شيرود بعدما ظهرت نسخة كاملة من الكلمة، وتبيَّن أنَّ الموقع تَعمَّد انتقاء أجزاء من كلمتها خارج سياق الكلام ليحاول إظهارها على أنَّها عنصريَّة.
قال مركز قانون الحاجة الجنوبيّ في أبريل عام 2016 بأنَّ الموقع أخذ منحىً نوعيًا صوب اعتناق أفكار هامشيَّة متطرِّفة مُستمدة اليمين المُحافظ، وكان يستعمل «أفكارًا عنصريَّة، ومناهضة للمُسلمين، ومعاديَّة للمهاجرين». كما أشار المركز إلى تشجيع الموقع الصريح وترويجه لمعتقدات اليمين البديل وارتباطه بالحركة. أشار المُحرِّر العام السابق بين شابيرو إلى أنَّ الموقع أصبح مقصدًا لاتباع حركة اليمين البديل حيث روَّج الموقع للقومية الإثنيَّة بصفتها ردًّا مشروعًا على الصوابية السياسيَّة، وتَحوَّل قسم التعليقات إلى بالوعة لصانعي الميمات المؤمنة بسيادة البيض واصفًا الموقع بـ«البرافادا الترامبيَّة». نشر الموقع الكثير من المقالات التي وصِفَت بالكارهة للمرأة، والأجانب، والعنصريًّة. في حين يُنكر أصحاب الموقع وجود أي صلة تربط موقعهم باليمين البديل.
وصفت رابطة مكافحة التشهير برايتبارت بالموقع الأساسيّ لحركة اليمين البديل حيث رأت بأنَّه عمل على تمثيل جماهير العنصريين، والقوميين البيض، والمعادين للسامية. في حين رفضت المنظَّمة الصهيونيَّة الأمريكيَّة اِتِّهامات معاداة السامية المُوجَّهة للموقع قائلين بأنَّ «برايتبارت يقاتل معاداة السامية ببسالة»، ودعت المنظَّمة رابطة مكافحة التشهير للاعتذار. اعتبرت مقالة في صحيفة جويش ديلي فوروارد اليهوديَّة أنَّ ستيف بانون وأندرو برايتبارت كانا مُعاديّن للسامية. في حين اختلفت مقالة كتبها الرابي شمولي بوتيك في موقع ذا هيل مع هذه الاِدِّعاءات، واستشهدت بأدلة تُثبت في رأي الكاتب قيام الموقع بالدفاع عن إسرائيل في وجه معاداة السامية. استنكر ألكسندر مارلو تصنيف برايتبارت على أنَّه «موقع كراهية» حيث قال: «لا ينفكون عن إلصاق تهمة معاداة السامية بنا بالرغم من حقيقة عمل نسبة كبيرة جدًا من اليهود في الموقع، بالإضافة إلى كوننا مناصرين لإسرائيل ولليهود. إنَّ هذه محض أخبار كاذبة.»
يرتبط الكثير من العاملين في الموقع بأشخاص عنصريين مؤمنين بسيادة البيض. إذ وثَّق مقال نشره موقع بازفيد في أكتوبر عام 2017 كيف استقى برايتبارت كثيرًا من أفكار مقالاته من نازيين جدد ومؤمنين بسيادة البيض من خلال دور الوساطة الذي لعبه مايلو ينابولوس. عمِلَ ينابولوس مع موظَّفين أخرين في الموقع على الترويج لقيم وتكتيكات هذه المجموعات المُتطرِّفة وبذلوا قصارى جهدهم لجعلها أكثر اِستساغة حتَّى يرفعوا من مستوى ملائمتها لجمهورٍ أوسع. تحدَّث تقرير بازفيد عن ما «تُظهره رسائل البريد الإلكترونيّ بوضوح حول كيف ذهبت برايتبارت إلى مدى أبعد من خلال تساهلها مع أبواق اليمين البديل الممتلئة بالكراهية والعنصرية. إذ أنَّ الموقع غدا مزدهرًا على أكتافهم فهو يُحرِّض على مجموعة من أكثر المعتقدات سُمِّية على الطيف السياسيّ وهم بدورهم يُحرِّضوها، ويهيئون لها الطريق حتَّى تدخل العرف الشعبيّ الأمريكيّ.» اكتشفت الجمعية الخيريَّة البريطانيَّة المُناهضة للفاشية «أمل وليس كراهية» في نوفمبر عام 2017 بأنِّ أحد كُتَّاب المواقع كان مديرًا لإحدى المجموعات اليمينيَّة المُتطرِّفة على الفيس بوك. إذ مثَّلت تلك المجموعة منصَّة يجتمع فيها الفاشيين والعنصريين المؤمنين بسيادة البيض على الإنترنت.
نظرَ التحقيق الذي أجراه المستشار الخاص روبرت مولر إلى الدور الذي لعبه موقع برايتبارت في قضية التدخل الروسيّ بالانتخابات الرئاسيَّة الأمريكيَّة في عام 2016، بالإضافة إلى ضلوع الموقع في تضخيم مقالات مُحدَّدة مأخوذة عن الإعلام الروسيّ كانت البوتات الروسيَّة قد قامت بنشرها ومشاركتها على وسائل التواصل الاجتماعيّ، فضلًا عن مشاركة هذه البوتات لمقالات إخباريَّة مُضلِّلة نشرها الموقع حول الانتخابات. ترك أحد الصحفيين العاملين في برايتبارت الشركة في عام 2017، وألتحق بوكالة سبونيك الحكوميَّة الروسيَّة.
تُعدّ برايتبارت من الناحية القانونيَّة منظَّمة ربحيَّة. وفي هذا الصدد ذكرَ موقع بوليتيكو بأنَّ قائمة المُستثمرين الذين مدّوا الموقع بالمال تشمل الملياردير وعالم الحاسوب ذي التوجهات السياسيَّة المُحافِظة روبرت ميرسر. رفض الموقع الإفصاح عن مصادر تمويله حيث صرَّح محرِّرون حول الأمر في عام 2015 قائلين بأنَّ الموقع هو «شركة خاصَّة ولذلك لن نُعلِّق حيال هوية مُستثمرينا أو داعمينا.» يُعتبر اجتذاب الشباب المُحافظ من أبناء جيل الألفية أحد الأهداف التي يرمي الموقع إلى تحقيقها. هذا وتلعب معدَّلات الزيارة المرتفعة دورًا حيويًا في إمداد الموقع بالتمويل من خلال عائدات الإعلانات.

### الأقسام الرئيسية

#### قسم متابعة هوليوود
أطلقَ أندرو برايتبارت مدوَّنة جماعيَّة حملت اسم «بيغ هوليوود» في عام 2008. تميَّزت هذه المدوَّنة بمشاركة أفراد يعملون في قطاع صناعة الأفلام في عملية كتابتها. انبثقَ موقع المدوَّنة الجديد عن عمود الرأي الذي كان ينشره الموقع بذات الاسم عن صحيفة واشنطن تايمز اليمينيَّة المُحافِظة. تتناول هذه السلسلة جملة من التحديات المختلفة التي قد يواجهها المحافِظون ممن يعملون في هوليوود.
اتَّهم الموقع الصندوق الوطنيّ للفنون بتشجيع الفنانين على خلق أعمال داعمة للسياسة الداخليَّة للرئيس باراك أوباما في عام 2009. وكانت حجة الموقع في مزاعمه مبنيَّة على تسجيلٍ صوتيّ مأخوذ من مداخلة هاتفيَّة في أحد المؤتمرات. واجهت إدارة أوباما ووكالة الصندوق الوطنيّ للفنون اِتِّهامات بانتهاك قانون هاتش. وهكذا أعرب البيت الأبيض عن ندمه حيال الأمر، وأدَّى التقرير الذي نشره الموقع إلى استقالة المسؤول الذي كان البيت الأبيض قد عيَّنه في الوكالة، فضلًا عن وضع توجيهات فيدراليَّة جديدة تضعُ أطرًا وقواعد تُنظِّم كيفية تفاعل الوكالات الفيدراليَّة مع الظافرين بالمنح الحكوميَّة.

#### قسم متابعة الحكومة
أطلق أندرو برايتبارت موقع «بيغ غافرنمينت» (بمعنى «الحكومة الكبيرة») المُختص بمتابعة الشأن الحكوميّ بتاريخ 10 سبتمبر عام 2009. حصل برايتبارت على تمويل الموقع الجديد من والده الذي أخذَ منه قرضًا بقيمة 25 ألف دولار. بادر برايتبارت إلى تعيين المُختص السابق بالشؤون الحكوميَّة في مؤسَّسة ريزن الليبرتاريَّة مايك فلين رئيسًا لتحرير الموقع. هذا وقد صاحب انطلاقة الموقع نشر فيديوهات قام كل من هانا غيلس وجيمس أوكيف بالتقاطها بالخفاء في مكاتب عدَّة تابعة لاتحاد المنظمات المجتمعيَّة للإصلاح الفوريّ. حظيت هذه الفيديوهات بقدر كبير من الاهتمام الإعلاميّ وأدَّت إلى نشوب جدال حولها في عام 2009. بيد أنَّ تحليل أجرته جهات أمنيَّة ومُحلِّلين إعلاميين خلُص إلى تعرُّض الفيديوهات إلى قدر كبير للغاية من التلاعب التَّوْلِيفُي بغية تشويه سمعة منظَّمة اتحاد المنظمات المجتمعيَّة للإصلاح الفوريّ.

#### قسم متابعة الإعلام
أعلنَ أندرو برايتبارت عن إطلاق قسم «بيغ جورناليزم» (بمعنى «الصحافة الكبيرة») المُختص بمراقبة ومتابعة المشهد الإعلاميّ في يناير عام 2010. أخبرَ برايتبارت موقع ميدييت في أعقاب إنطلاقة الموقع الجديد قائلًا: «تكمنُ مهمّتنا في هذا الموقع بممارسة الضغوط على وسائل الإعلام الجماهريَّة السائدة. إذ توجد الكثير من الأخبار التي لا يقومون بتغطيتها إمَّا لأنَّها لا تتناسب مع العدسات التي يرون من خلالها العالم أو لأنَّهم ليسوا على عِلم بوجود هكذا أخبار أو لأنَّها أضحت منظَّمات مُحتضرة تفتقر للعدد الكافيّ من العاملين وهو ما يعني عدم مقدرتهم على تغطية أشياء من ذاك القبيل كما كانوا من ذي قبل.» تولَّى المهام التحريريَّة في الموقع أستاذ الصحافة السابق والناقد الموسيقيّ في مجلّة تايم مايكل والش.

#### قسم متابعة الأمن القومي
انطلق موقع «بيغ بيس» (بمعنى «السلام الكبير») المختص بشؤون الأمن القوميّ الأمريكيّ بتاريخ 4 يوليو عام 2010. يُعنى هذا القسم من الموقع بتغطية المواضيع المرتبطة بالسياسة الخارجيَّة الأمريكيَّة، وحربيّ العراق وأفغانستان، والتجسُّس، والتطرف، وأمن الحدود، والمسائل المرتبطة بالطاقة.

#### قسم متابعة التقانة
أعلن الموقع عن إطلاق قسم إعلاميّ خاص بالمواضيع التقنيَّة بتاريخ 27 أكتوبر عام 2015. يُركِّز هذا القسم على المواضيع المُرتبطة بالتقانة، وألعاب الفيديو، والرياضات الإلكترونيَّة، وثقافة الإنترنت. تولَّى مايلو ينابولوس المهام التحريريَّة المنوطة بهذا القسم حتَّى استقالته في 21 فبراير عام 2017، وذلك عقب الجدال والسخط الذي أثارته تعليقاته حول الولع الجنسيّ بالمراهقين وممارسة الجنس مع القاصرين خلال مشاركته في مدوّنتين صوتيتين. قرَّرت منصّة تويتر حظر حساب ينابولوس في يوليو عام 2016 بعد تَعرُّض الممثِّلة في فيلم «صائدي الأشباح» ليزلي جونز لوابل من الإهانات العنصريَّة على خلفية التغريدات التي نشرها ينابولوس حولها. قام موقع برايتبارت بإعادة نشر جميع التغريدات الداخلة في هذا الجدال بعد حذف تويتر لحساب ينابولوس. كما نشر الموقع عدَّة مقالات انتقد فيها قرار تويتر بحظر ينابولوس.

#### البث الإذاعي
باشر الموقع بإنتاج برنامج إذاعيّ يوميّ على محطّة سايرس إكس إم باتريوت في عام 2015.

### الأقسام الإقليمية

#### مكتب لندن
افتتح الموقع مكتبًا لهُ في العاصمة البريطانيَّة لندن في شهر فبراير من عام 2014. ترأَّس المكتب المحرِّر التنفيذيّ جيمس ديلينغبول الذي وصفه أحد عواميد الرأي في مجلّة سبيكتيتر بالاختيار الجاذب للزيارات. شارك ديلينغبول في تأسيس المكتب مع رحيم قسام.

#### مكتب القدس
افتتحَ موقع برايتبارت مكتبًا له في مدينة القدس بتاريخ 17 نوفمبر عام 2015. يختص المكتب بتغطية الشؤون المحليَّة في إسرائيل والشرق الأوسط. يتولَّى الصحفي الأمريكيّ المقيم في إسرائيل أرون كلاين الشؤون التحريريَّة الخاصَّة بالمكتب. هذا وقد كتب الرابي شمولي بوتيك عدَّة عواميد رأي لمواضيع متعلِّقة بالمنطقة.

#### مكتب تكساس
افتتح الموقع مكتبًا له في ولاية تكساس الأمريكيَّة في شهر فبراير من عام 2014. تولَّى براندون داربي الشؤون الإداريَّة والتحريريَّة للمكتب عند إطلاقه. وكان مايكل كوين سوليفان من المساهمين في تأسيسه.

## أبرز الجدالات

### المقاطع السرية المصورة لاتحاد المنظمات المجتمعية
لعب موقع برايتبارت دورًا محوريًا في الجدال الذي أُثِيرَ حول مقاطع الفيديو المُصوَّرة سرًا التي أُلتقِطت في عدد من مكاتب اتِّحاد المنظَّمات المجتمعيَّة للإصلاح الفوريّ في عام 2009. أدَّى نشر مقاطع الفيديو هذه إلى إعادة هيكلة البنية التنظيميَّة للاتحاد، فضلًا عن خسارته لمصادر التمويل الحكوميّ والخاص التي كان يحصل عليها. ادَّعت الصحفية هانا غيلز في المقاطع المُصوَّرة بأنَّها كانت باغية فارَّة من قوّاد أساء معاملتها، وطرحت على الموظَّفين في مكاتب الاتِّحاد أسئلة قانونيَّة واستفسارات ضريبيَّة بهدف المساعدة في إدارة شبكة بغاء مخالفة للقانون تتضمن تشغيل فتيات قاصرات، في حين ادَّعى جيمس أوكيف (وهو صانع أفلام) بأنَّه كان حبيبها. استطاع الاثنين تصوير اجتماع مع أحد موظَّفي اتِّحاد المنظَّمات المجتمعيَّة سرًّا يخبرهم فيه بنصائح حول كيفية شراء منزل واحتساب المستندات الضريبيَّة لدخل باغية مفترضة تظاهروا بأنَّها تعمل عندهم.
دفع أندرو برايتبارت لغيلز 32 ألف دولار ولأوكيف 65 ألف دولار مقابل عملهما على تصوير، وتوليف، وتوثيق هذه المقاطع المُصوَّرة. في حين اضطر أوكيف لدفع مبلغ قدره 50 ألف دولار، ودفعت غيلز مبلغًا بلغت قيمته 100 ألف دولار من أجل تسوية دعوى قضائيَّة رفعها عليهم الموظَّف السابق في الاتِّحاد خوان كارلوس فيرا بخصوص المقاطع المنشورة.
كشفت التحقيقات التي أجراها كل من مدَّعي عام ولاية كاليفورنيا، ومكتب مدَّعي مقاطعة بروكلين بأنَّ المقاطع المصوَّرة خضعت لقدر كبير للغاية من التعديل والتوليف في محاولة لجعل تجاوب الاتِّحاد مع الأمر يبدو «أكثر إِثمًا»، وهو ما ساهم دون شك في انهيار الاتِّحاد وفقدانه للتمويل. كتب المحرِّر العام في صحيفة نيويورك تايمز كلارك هويت بأن «المقاطع المصوَّرة خضعت للتوليف إلى حدٍ كبير. إذ غُيِّر من تسلسل بعض المحادثات. وبدا بعض العاملين قلقين حيال وضع غيلز حتَّى حثَّها أحدهم على الحصول على مساعدة قانونيَّة. وقام عاملو الاتِّحاد في مدينتين بالاتصال بالشرطة. بيدَّ أنَّ أكثر الكلمات التي تُدينهم تتطابق مع النصوص والتسجيلات الصوتيَّة، ولا تبدو أنَّها مأخوذة خارج سياق الكلام.» ومع ذلك فقد توصّل مدَّعي عام ولاية ماساتشوستس السابق الذي كُلِّف بالتحقيق في الأمر إلى عدم وقوع ما يخالف القانون من جانب موظَّفي الاتحاد وقال بأنَّه كان يجدر على وسائل الإعلام أن تكون أكثر تشكيكًا وأن تطالب بالحصول على المقاطع الأصليَّة الذي اُشتّقت منها النسخ المولَّفة.

### تصريحات شيرلي شيرود
نشر الموقع مقطعًا مصوَّرًا مولَّفًا حمل عنوان «دليل على مجازاة الجمعية الوطنيَّة للنهوض بالملوَّنين للعنصرية» في يوليو عام 2010. ظهر في هذا المقطع مسؤولة في وزارة الزراعة الأمريكيَّة تُدعى شيرلي شيرود وهي تلقي كلمة في حفل لجمع التبرعات نظَّمته الجمعية الوطنيَّة للنهوض بالملوَّنين في مارس عام 2010. تعترف شيرود في الفيديو عن شعورها بالتردُّد إزاء تقديم يد العون لأحد المزارعين البيض في مسعاه للحصول على مساعدات حكوميَّة. شجبت الجمعية تصريحات شيرود وسرعان ما دعاها مسؤولون في الحكومة الأمريكيَّة للاستقالة من منصبها وهو ما فعلته.
نشرت الجمعية الوطنيَّة للنهوض بالملوَّنين بعد ذلك فيديو الخطاب الكامل الذي ألقته شيرود والبالغ مدته 43 دقيقة. وفي إخبار قول شيرود للحضور بأنَّ شعورها بالتردُّد تجاه مساعدة الرجل الأبيض في بادئ الأمر كان خاطئًا، وأنها ساعدته وقدَّمت له يد العون في النهاية. وهكذا تراجعت الجمعية الوطنيَّة للنهوض بالملوَّنين عن بيان الشجب الذي أصدرته بحق شيرود، وأعتذر وزير الزراعة توم فيلساك عمَّا حصل، وعرض على شيرود منصبًا حكوميًا جديدًا. أمَّا أندرو برايتبارت فزعُم بأنَّ المغزى من الفيديو لم يكن استهداف شيرود بل إلقاء الضوء على ردَّة فعل جماهير الجمعية الوطنيَّة للنهوض بالملوَّنين على بعض أجزاء كلمتها التي أظهرت نفس القدر من العنصرية التي اتَّهم رئيس الجمعية حركة الشاي بإضمارها. رفعت شيرود دعوى تشهير على أندرو برايتبارت وشريكه لاري أوكونور في عام 2011. وفي النهاية توصًّل ورثة برايتبارت وشيرود إلى تسوية لهذه الدعوى في عام 2015.

### فضيحة أنتوني وينر الجنسية
نشر قسم متابعة الإعلام من موقع برايتبارت تقريرًا في 28 مارس عام 2011 أفاد بجود صورة جنسيَّة مرتبطة بعضو مجلس النواب الأمريكيّ أنتوني وينر على موقع تويتر. أنكر وينر في بادئ الأمر قيامه بإرسال رابط الصورة إلى طالبة جامعيَّة لم يتجاوز عمرها الواحد والعشرين، ولكنَّه اعترف بإقامته لعلاقات غير لائقة على الإنترنت. نشرَ الموقع تقريرًا في يوم 6 يونيو أفاد بوجود صور أخرى كان وينر قد أرسلها وإحداها كانت صورة جنسيَّة. تسرَّبت تلك الصورة بعد يومين على خلفية مشاركة أندرو برايتبارت في مقابلة إذاعيَّة مع برنامج «أوبي وأنتوني». قال برايتبارت بأنَّ الصورة نُشرت دون إذنه. وهكذا أعلن وينر استقالته من منصبه عضوًا في مجلس النواب عن نيويورك في يوم 21 يونيو.

### تلفيق مقالة «أصدقاء حماس»
نشر بين شابيرو مقالًا على الموقع بتاريخ 7 فبراير عام 2013 يدَّعي فيه بأنَّ عضو مجلس الشيوخ الأمريكيّ السابق عن ولاية نبراسكا تشاك هيغل (الذي كان حينها مرشَّحًا لمنصب وزير الدفاع) قد يكون قد دُفِعَ له حتى يُلقي كلمة في فعالية برعاية مجموعة تُطلِق على نفسها اسم «أصدقاء حماس». هذا وقد ادَّعت برايتبارت بأن المقالة منقولة عن مصادر من مجلس الشيوخ. بيدَّ أنَّ التحقيق الذي أجراه الصحفي ديفيد ويغل من مجلّة سلايت لم يستطع التوصل إلى تأكيد وجود المجموعة المزعومة على أرض الواقع. قال الكاتب دان فريدمان من صحيفة نيويورك ديلي نيوز في يوم 19 فبراير بأنَّ موضوع المقالة جاء من تعليقٍ ساخر قاله فريدمان إلى أحد موظَّفي الكونغرس حيث كانت مجموعة «أصدقاء حماس» واحدة من عدَّة مجموعات مُختلقة كان يذكرها فريدمان على سبيل السخرية. إذ ما حصل هو أنَّ فريدمان كان يُحقِّق في أمر شائعات أفادت بحصول هيغل على المال مقابل تحدُّثه مع «منظَّمات جدليَّة». وهكذا فسأل الرجل أحد الموظَّفين في الكونغرس على سبيل المزاح ما إذا كان هيغل قد تحدَّث مع مجموعة «أصدقاء حماس». وأتبعَ ذلك ببريد إلكترونيّ ساخر يسأل فيه الموظَّف حول حصول هيغل على 25 ألف دولار مقابل إلقاءه لكلمة في فعالية نظَّمتها هذه مجموعة المُختلقة. لم يُجب الموظَّف على البريد الإلكترونيّ. ولكن سرعان ما نشرت برايتبارت في اليوم التالي مقالًا تحت عنوان «متبرِّعٌ سريّ لهيغل؟ المتحدِّث باسم البيت الأبيض يتجاهل سؤالًا حول أصدقاء حماس».
ظلَّ الموقع مُتمسِّكًا بدقَّة التقرير، ونشر مقالات أخرى يدافع فيها عن الخبر، وينتقد كلًا من ويغل وفريدمان. وبالمقابل، انتقد صحفيون من واشنطن بوست، ومجلّة نيويورك، والديلي بيست الموقع لنشره مقالة «أصدقاء حماس» التي وصفوها بالخاطئة والمُلفَّقة.

### حملة نانسي بيلوسي ومايلي سايرس
أثارت المُلصقات الترويجيَّة التي صمَّمها الموقع بمناسبة افتتاح مكتبه الجديد في ولاية كاليفورنيا في أبريل عام 2014 جدلًا كبيرًا بسبب إظهارها لوجه زعيمة حزب الأقلية في مجلس النواب نانسي بيلوسي وهو موضوع على جسمٍ شبه عاريّ للمغنية مايلي سايرس وهي تضع مؤخرتها في وضعية غير لائقة أمام حاكم ولاية كاليفورنيا جيري براون وذلك في إشارة ساخرة إلى ظهور سايرس في حفل توزيع جوائز الموسيقى المصورة في عام 2013. استنكرت رئيسة اللجنة الوطنيَّة الديمقراطيَّة ديبي واسرمان شولتز الصورة باعتبارها تُقلِّل من احترام المرأة. كما اعترضَ زعيم الأغلبية في مجلس النواب كيفن مكارثي بشدَّة على هذه المُلصقات، وطالب بإزالة أعمدة الرأي التي كتبها من على الموقع.

### الإخطاء في تحديد لوريتا لينش
نشر موقع برايتبارت مقالًا كتبه وارنر تود هيوستن بتاريخ 8 نوفمبر عام 2014، يزعمُ فيه الكاتب بأنَّ لوريتا لينش وهي مرشَّحة الرئيس باراك أوباما لمنصب مدَّعي عام الولايات المتَّحدة كانت تعمل ضمن فريق الدفاع القانونيّ الخاص ببيل كلينتون خلال فضيحة وايت ووتر التي ركَّزت على تعاملات شركة وايت ووتر للتنمية. كانت هذه المزاعم خاطئة تمامًا حيث كان المحامي الذي استلمَ قضية وايتووتر شخصًا آخر مختلف عن لوريتا لينش، ولكن كان لهُ نفس اللقب وهو ما تسبَّب بهذا اللغط. أشار موقع برايتبارت فيما بعد إلى وقوع خطأ نتيجة حدوث تشابه في الأسماء بعدما أشارت عدَّة منظَّمات إعلاميَّة إلى هذه النقطة. وقام الموقع بعدها بإرفاق تصحيح مُصاحب للمقالة الأصليَّة، ولكنه لم يتراجع عن المقالة الأصليَّة المنشورة. انتقدَ المُحرِّر أندرو روزنثال من صحيفة نيويورك تايمز ردَّة فعل موقع برايتبارت قائلًا: «فعليًا لم يرقى التصحيح المُرفق بمستوى الإخطاء في التحديد المُرتكب».
أشارت مجلّة أميركان جورناليزم ريفيو إلى قيام «برايتبارت بالإبقاء على المعلومة المغلوطة كما هي في العنوان الرئيسيّ والمقالة نفسها»، ولم تكتفي بذلك وحسب بل ذهبت إلى نشر مقالة جديدة احتوت على نفس المعلومات المغلوطة في يوم 9 نوفمبر. وأخيرًا تدارك الموقع خطأه تحت الضغوط وقام بحذف المقالة الأصلية يوم 10 نوفمبر. وصفَ موقع التصويب الإعلاميّ بوليتيفاكت.كوم الادِّعاء بالمُفتري، وأشار إلى الدور الذي لعبه الموقع في استشراء هذا الخبر المُلفَّق على مواقع نظريات المؤامرة والأخبار الكاذبة ذات التوجهات اليمينيَّة المُحافِظة كمثال على استفحال الأخبار الكاذبة والمُضلِّلة عبر الإنترنت.

### نظريات المؤامرة حول باراك أوباما
روَّج موقع برايتبارت إلى الكذبة القائلة بأنَّ الرئيس باراك أوباما كان مُسلمًا مولودًا في كينيا وفقًا لما ذكرته صحيفة نيويورك تايمز. في حين أنكر الصحفي جوشوا غرين إقدام الموقع على الترويج لهذه الأكاذيب. كما أنكر المحرِّر العام في الموقع جول بولاك ترويج برايتبارت لنظريات المؤامرة المُشكِّكة بمواطنة باراك أوباما أو قيامهم بإطلاق اِدِّعاءات مغلوطة في ذلك الصدد.
نشر الموقع في شهر يونيو عام 2016 اِدِّعاءات كاذبة حول دعم الرئيس أوباما للإرهابيين.
نشرت برايتبارت مقالة كتبها مُقدِّم البرامج الإذاعيَّة المُحافظ مارك لفين في مارس عام 2017 يدَّعي فيها قيام أوباما بالتنصًّت على دونالد ترامب خلال حملة ترامب الرئاسيَّة في عام 2016. نشر ترامب تغريدات تُروِّج لهذا الادِّعاء على تويتر بعد أقل من 24 ساعة من نشر الموقع للمقالة.

### نظريات المؤامرة حول هيلاري كلينتون
اتَّهمت مجلّة رولينغ ستون الموقع بالترويج للعديد من نظريات المؤامرة خلال الانتخابات الرئاسيَّة الأمريكيَّة في عام 2016 مثل نظرية مؤامرة بيتزاغيت التي ثبَتَ زيفها. ادَّعت نظرية مؤامرة بيتزاغيت وجود خلية استغلال جنسيّ للأطفال ربطت ما بين عدَّة مطاعم أمريكيَّة ومسؤولين كبار في الحزب الديمقراطيّ. كما نشر الموقع العديد من المزاعم غير المُثبتة حول صحّة كلينتون مثل الخبر غير المؤكَّد حول معاناتها من مشاكل صحيَّة ناتجة عن إصابتها بالدماغ. كذلك نشر الموقع في يونيو عام 2016 نظرية مؤامرة لفَّقها روجر ستون يزعم فيها ارتباط مساعدة كلينتون هوما عابدين بإرهابيين.

### التقارير المُلفَّقة حول وجود عصابة من المسلمين في ألمانيا
كتبت الصحفية فرجينيا هيل العاملة في الموقع مقالة كاذبة تُشجِّع على رهاب الإسلام بتاريخ 3 يناير عام 2017 ذكرت فيها أنَّ: «مجموعة غوغاء كانت تُنشد 'الله أكبر' ويبلغ عدد أفرادها أكثر من ألف رجل قامت بإطلاق الألعاب الناريَّة على الشرطة وأضرمت النيران في كنيسة تاريخيَّة خلال احتفالات ليلة رأس السنة في دورتموند». اعتبرت صحيفة الغارديان البريطانيَّة بأنَّ مقالة هيل أعطت للقارئ انطباعًا عن وجود «حالة فوضويَّة شبيهة بالحرب الأهليَّة في ألمانيا افتعلها مجموعة من المُعتدين الإسلاميين» على حد تعبير الصحيفة. تبيَّن لاحقًا أنَّ المقالة كانت مُزيفة حيث لم تكن كنيسة سانت راينولد أقدم كنيسة في ألمانيا، ولم يقم أحد بإضرام النار فيها كما ادَّعت المقالة. أمَّا ما حصل فكان اجتمع نحو ألف شخص في إحدى الساحات العامَّة، ولكن لم يكن ذلك الأمر خارجًا عن المألوف في ليلة رأس السنة. لم يظهر في الفيديوهات المُلتقطة هناك وجود «عصابة»، ولم يتعرَّض رجال الشرطة للاستهداف كما تزعم المقالة. وصف تقرير شرطة دورتموند الرسميّ الوضع الأمنيّ في ليلة رأس سنة ما بين الاعتياديّ والهادئ دون وجود حقائق تستأهل الذكر. أمَّا تقرير قسم الإطفاء في المدينة فوصف الوضع في ليلة عطلة نهاية الأسبوع بـ«شبه الطبيعيّ»، مُشيرًا إلى المسارعة في إخماد حريق صغير أصاب شبكة الأمان بكنيسة راينولدي بعدما أصابته أحد صواريخ الألعاب الناريَّة. أكَّد شهود عيان عدم نشوب أي حريق في سقف الكنيسة بل كان الحريق قد أصاب سِقالات البناء على الجانب البعيد منها، والكائن على مسافة كبيرة نسبيًا من الحشود. وبالنسبة للمجموعة التي هتفت «الله أكبر» فكانت عبارة عن مجموعة من اللاجئين تراوحت أعدادهم ما بين الخمسين وسبعين شخصًا، وكانوا يحتفلون بالإعلان عن وقف إطلاق النار في حلب ليس إلَّا.
سرعان ما نشرَ أحد المواقع النمساويَّة التابعة لليمين المُتطرِّف هذا الخبر الكاذب، وتبِعَ ذلك انتشاره في وسائل الإعلام الألمانيَّة حتَّى ذكره السياسيّ الألماني تورستن هوفمان ظنًا منه أنَّه كان صحيحًا. وفي النهاية فضحت عدَّة صحف ألمانيَّة الكذب والتزييف في تقرير برايتبارت وتدليسها للحقائق. أحجمَ الموقع في بادئ الأمر عن التعليق حيال الأمر بعد كشف خداعه، ولكنَّه نشر بعدها مقالًا في يوم 8 يناير يُعبِّر فيها عن تمسُّكه باِدِّعاءاته التي ثبتَ زيفها، ورفض الاعتراف بالمغالاة وتزييف الحقائق الموجودة وضوحًا في المقالة. وكان التصحيح الوحيد الذي أضافه الموقع على المقالة الأصليَّة يتعلق بعمر الكنيسة. أمَّا المقالة الجديدة التي نشرها الموقع حول الأمر فكانت عبارة عن لقطة شاشة يَظهر فيها إطلاق ألعاب ناريَّة على الجانب المتاخم للكنيسة دون وقوع أي حريق بتاتًا. قامت صحيفة رور ناخريشتن الألمانيَّة التي استشهدت بها برايتبارت في مقالتها، بالرد على التحديث الجديد وصرَّحت بأنَّ موقع برايتبارت لم يتصل بهم أو برجال الإطفاء الذين كانوا متواجدين في الموقع خلال تلك الليلة ليأكِّدوا أو ينفوا صحّة ما تناقلته مقالة الموقع الأمريكيّ. كما اتَّهموا برايتبارت بالمبالغة في تضخيم حقائق هامشيَّة بقصد خلق انطباع يفهم منه القارئ أنَّ «عصابة غوغاء مُتألِّفة من ألف مهاجر استهدفت كنائس مسيحيَّة في دورتموند وأضرمت النار بها». كما اتَّهمت الصحيفة الألمانيَّة التي تتخذ من دورتموند مقرَّا لها، الموقع بمخالفة أخلاقيات العمل الصحفيّ. كذلك استنكرت صحيفة رور ناخريشتن قيام برايتبارت بـ«استعمال تقريرهم المنشور على الإنترنت من أجل نشر الأخبار الكاذبة والكراهية والبروبوغندا»، ونشرت الصحيفة مقاطع مُصوَّرة تدحض مقالة برايتبارت.

### إنكار التغير المناخي
نشرَ برايتبارت في شهر نوفمبر من عام 2016 مقالًا مغلوطًا كتبه جيمس ديلنغبول يُلخِّص فيه مقالة أخرى كان موقع ديلي ميل قد نشرها حول عدم ارتباط معدَّلات الحرارة التي تُسجل ارتفاعًا سنويًا قياسيًا في جميع أنحاء العالم بظاهرة الاحتباس الحراريّ. قامت لجنة العلوم والفضاء والتقانة التابعة لمجلس النواب الأمريكيّ بالاستشهاد بمقالة الموقع، وهو ما عرَّض اللجنة لانتقادات بسبب عدم صحّة محتواها على الإطلاق. أدانَ موقع الطقس مقالة برايتبارت في مقالة حملت عنوان «ملاحظة إلى برايتبارت: الأرض لا تبرد، والتغيُّر المناخيّ أمر حقيقيّ، والرجاء التوقف عن استعمال الفيديو الخاص بنا لتضليل الأمريكيين».
نشر الموقع مقالًا آخر من كتابة ديلنغبول في يونيو عام 2017 يدَّعي فيه الكاتب هذه المرَّة وجود 58 ورقة علميَّة بحثيَّة تدحض التغيّر مناخيّ الحاصل بفعل البشر. انتقدَ عدد من العلماء المقالة بسبب انتقائيتها التحيزيَّة في استقاء المعلومات، وافتقارها للدقّة، وتضليلها المُتعمَّد، ولهجتها الازدرائيَّة، فضلًا عن استعمالها لعدد كبير من المغالطات المنطقيَّة. عادت برايتبارت في أبريل عام 2019 لتنشر مقالًا جديدًا ادَّعت فيه إثبات إحدى الدراسات العلميَّة بأنَّ «التغيّر مناخيّ الحاصل بفعل البشر هو محض خدعة». طعنَ علماء المناخ في هذه المقالة وذمّوها بشدّة حيث وصفوها بالمُضلِّلة والجاهلة واتهموها بتشويهها للخلاصة الفعليَّة التي توصّلت إليها هذه الدراسة. نشر الموقع في عام 2020 اِدِّعاءً خاطئًا كانت خلاصته المُجملة بأنَّ منسوب المياه في البحار ظل ثابتًا خلال القرن العشرين.

### نشر صورة مغلوطة للوكاس بودولسكي
نشر موقع برايتبارت في أغسطس عام 2017 صورة للاعب كرة القدم الألمانيّ الشهير لوكاس بودولسكي في مقالة حملت عنوان «الشرطة الإسبانيَّة تُلاحق عصابة تنقل المهاجرين على الزلَّاجات المائيَّة». الحقيقة كانت أنَّ بودولسكي لم يكن مُهاجرًا أو ضحية للاتجار بالبشر. إذ كانت الصورة في الحقيقة مأخوذة لبودولسكي عندما ركِب زلّاجة مائيَّة خلال رحلته إلى البرازيل في صيف عام 2014. اعتذر الموقع إلى اللاعب الشاب بعد إثارة الصورة لضجة إعلاميَّة.

### تلفيق أخبار حول حرائق الغابات في شمال كاليفورنيا
نشر الموقع مقالًا مُفبركًا في أكتوبر عام 2017 يدَّعي فيه اعتقال مهاجر غير شرعيّ بسبب ضلوعه بحرائق الغابات التي اندلعت في شمال كاليفورنيا في أكتوبر عام 2017. ردَّ مقسم شريف مقاطعة سونوما على هذه المقالة قائلًا: «هذه المعلومات التي جاءت بها برايتبارت ونشرتها بين عامة الناس خاطئة تمامًا وقبيحة وغير صحيحة».

### فضيحة كوفيد-19
قامت برايتبارت ببث فيديو انتشر بصورة واسعة على الإنترنت بتاريخ 27 يوليو عام 2020 يظهرُ فيه مجموعة تُطلِق على نفسها اسم «أطباء أميركا في الواجهة». أطلقت هذه المجموعة اِدِّعاءات مرتبطة بموضوع جائحة كوفيد-19 حيث روَّجت لاستعمال هيدروكسي الكلوروكوين كعلاج للفيروس. كان على رأس المجموعة الدكتورة المؤيِّدة لترامب سيمون غولد التي ظهرت على العديد من البرامج الإذاعيَّة ذات التوجهات اليمينيَّة المُحافِظة وهي تروّج لاستعمال هيدروكسي الكلوروكوين كعلاج لكوفيد-19. شارك الرئيس دونالد ترامب عدَّة نسخ من الفيديو المُضلِّل مع متابعيه البالغ عددهم 84 مليون شخص على موقع تويتر قبل مسارعة الموقع إلى حذفهم. وهكذا أزالت كل من فيسبوك، وتويتر، ويوتيوب الفيديو بسبب مخالفته الصارخة لسياساتهم الحاظرة لنشر المعلومات المُضلِّلة والمغلوطة حول كوفيد-19. كما منعت تويتر دونالد ترامب الابن من التغريد على حسابه لمدَّة اثني عشر ساعة بسبب مشاركته للفيديو. كانت مجموعة «وطنيي حزب الشاي» ذات التوجه اليمينيّ الجهة الفعليَّة الواقفة وراء الفيديو. بلغ عدد مشاهدات الفيديو على موقع فيسبوك قبل إزالته ما يناهز الـ14 مليون مشاهدة، في حين وصل عدد المشاركات عليه إلى 600 ألف. لم يُجب الموقع على استفسارات سي إن بي سي عندما سُؤل حيال قرار شركات التواصل الاجتماعيّ الكبرى القاضي بإزالة الفيديو من على منصّاتها.

### ادّعاءات تزوير الانتخابات
نقلت مقالة نشرتها برايتبارت في أغسطس عام 2020 تقريرًا أخذته عن بيانٍ صحفيّ صادر عن وزير ولاية ميشغان حول موضوع تصويت أكثر من 800 شخص ميت في الولاية. حرَّفت مقالة الموقع البيان لتوهم القارئ بأنَّ أوراق الاقتراع لم يتم الإدلاء بها بصورة شرعيَّة، وبالتالي خلُصت إلى أنَّ ذلك كان دليلًا على وجود تزوير واسع النطاق للانتخابات. بيدَّ أنَّ ما حصل فعليًا هو مفارقة هؤلاء الناخبين للحياة بعد فترة قصيرة من إدلائهم لأصواتهم في عملية الإدلاء المُبكِّرة، ولذلك فقد رفضت السلطات في ولاية ميشيغان احتساب هذه الأصوات بعد تأكُّدهم من وفاة أولئك الأشخاص قبل موعد إجراء الانتخابات.

## وصلات خارجية
- الموقع الرسمي
 (بالإنجليزية)